# Omari Forson
Omari Nathan Forson (sinh ngày 20 tháng 7 năm 2004) là một cầu thủ bóng đá chuyên nghiệp người Anh thi đấu ở vị trí tiền vệ tấn công hoặc tiền vệ cánh cho câu lạc bộ Serie A Monza .